# Las Balsas
Las Balsas är en ort i Mexiko.   Den ligger i kommunen Coahuayutla de José María Izazaga och delstaten Guerrero, i den södra delen av landet, 300 km väster om huvudstaden Mexico City. Las Balsas ligger 198 meter över havet och antalet invånare är 363. Den ligger vid sjön Presa Adolfo López Mateos.
Terrängen runt Las Balsas är huvudsakligen kuperad, men åt nordost är den platt. Runt Las Balsas är det mycket glesbefolkat, med 6 invånare per kvadratkilometer. Närmaste större samhälle är Las Cañas, 16,3 km väster om Las Balsas. Trakten runt Las Balsas består till största delen av jordbruksmark.